# Emanuele Sarmiento
Emanuele Sarmiento, né en 1875 à Rome et mort à Narbonne le 1er novembre 1936, est un mécène et collectionneur italien d’art moderne.

## Biographie
Emanuele Sarmiento, grand amateur d’art épouse Laura Bertini. Leur fille Flaminia nait en 1900 à Rome.
Il s'installe en France en 1912, puis habite à Neuilly-sur-Seine.
Ancien consul général de la république de Colombie à Rome, il est nommé en 1931 délégué à la propagande et à la direction artistique du comité France-Italie. Il se propose d'acquérir des œuvres d'artistes italiens (tableaux ou sculptures) issus de l'École romaine de peinture et d'offrir dix œuvres, tous les deux ans, afin de les placer dans les musées de la péninsule.
En 1933, il fait don au musée de Grenoble de 25 tableaux des meilleurs peintres italiens, et offre des œuvres représentatives de l'art français contemporain à des musées italiens. Il est nommé Chevalier de la Légion d'honneur.
En 1936, il offre à la ville de Paris de nombreux tableaux.
Le mécène providentiel pour les artistes italiens meurt à l'âge de 71 ans à Narbonne dans un accident de voiture.